# Оберндејл (Висконсин)
Оберндејл (енгл. Auburndale) град је у америчкој савезној држави Висконсин.

## Демографија
По попису из 2010. године број становника је 703, што је 35 (-4,7%) становника мање него 2000. године.
| Група             | 2000.        | 2010.       |
| Белци             | 738 (100,0%) | 665 (94,6%) |
| Афроамериканци    | 0 (0,0%)     | 2 (0,3%)    |
| Азијати           | 0 (0,0%)     | 0 (0,0%)    |
| Хиспаноамериканци | 0 (0,0%)     | 38 (5,4%)   |
| Укупно            | 738          | 703         |